# Alitta succinea
Alitta succinea es una especie de anélido marino de la familia Nereididae. Su hábitat se encuentra en el Atlántico noroeste, al igual que el Golfo de Maine y Sudáfrica.

## Sinonimia
- Neanthes perrieri Saint-Joseph, 1898 (sinónimo subjetivo)
- Neanthes succinea (Frey & Leuckart, 1847)
- Nereis australis Treadwell, 1923 (sinónimo subjetivo)
- Nereis saltoni Hartman, 1936 (sinónimo subjetivo)
- Nereis succinea (Frey & Leuckart, 1847)
- Nereis acutifolia Ehlers, 1901 (sinónimo subjetivo)
- Nereis belawanensis Pflugfelder, 1933 (sinónimo subjetivo)
- Nereis glandulosa Ehlers, 1908 (sinónimo subjetivo)
- Nereis limbata Ehlers, 1868 (sinónimo subjetivo)
- Nereis reibischi Heinen, 1911 (sinónimo subjetivo)
- Nereis succinea Frey & Leuckart, 1847